# Sofia Kritikou
Sofia Kritikou, scritto anche Kritikoy, in greco: Σοφία Κρητικού (Grecia, 1895 – Israele, 1995), è stata una donna greca naturalizzata israeliana, riconosciuta come giusta tra le nazioni da Yad Vashem per aver salvato una famiglia ebrea durante l'Olocausto.

## Biografia
Sofia Kritikou era una madre single di Peristeri, che viveva con la figlia Agapi e lavorava come donna delle pulizie ad Atene. Nel 1944 nascose nel suo appartamento una famiglia ebrea, i Kazansky, composta dal padre David e i figli Herman (detto Zwi, 18 anni), Liana (16 anni) e Jeny (Gina, 8 anni). Inizialmente Sofia non sapeva che fossero ebrei, ma quando lo scoprì continuò comunque a proteggerli, a rischio della sua stessa vita.
La madre dei Kazansky, Tauba, era scomparsa assieme a due zie. Le tre donne si erano recate alla Sinagoga Centrale, poiché era stato loro detto che là venivano distribuite delle razioni alimentari, ma non tornarono più. Solo in seguito si scoprì che erano state deportate al campo di concentramento di Auschwitz e lì assassinate.
Durante la clandestinità, i Kazansky si procurarono dei documenti falsi, assumendo nomi greco-ortodossi, e Zwi si unì alla resistenza greca per combattere i nazisti. Dopo la guerra, David Kazansky e la figlia Liana rimasero a vivere in Grecia, mentre Zwi e Gina emigrarono in Israele.
Quando Zwi tornò in Grecia nel 1964, fece visita alla sua benefattrice e si innamorò della figlia Agapi. In seguito i due si sposarono e Agapi si convertì all'ebraismo, adottando il nome Ruth. La coppia infine si trasferì in Israele e Sofia Kritikou li seguì. Morì centenaria nel 1995.
Il 23 agosto 1998, Sofia Kritikou è stata riconosciuta come giusta tra le nazioni da Yad Vashem per aver salvato la famiglia Kazansky; la cerimonia si svolse il 18 luglio 1999.